# Elena Paparizou
Elena Paparizou, în limba greacă Έλενα Παπαρίζου, (n. 31 ianuarie 1982, Borås, Älvsborg County⁠(d), Suedia) este o cântăreață greacă născută și crescută în Suedia.  Succesul ei cel mai mare până în prezent este câștigarea Concursului Eurovision pentru Grecia în 2005 cu cântecul My Number One. În anul 2006 a fost acuzată de presă de plagiarism, asemănarea dintre piesa muzicală Gigolo și piesa "Pump It" de la trupa Black Eyed Peas fiind evidentă.

## Biografie

### Anii Copilăriei
Elena Paparizou s-a născut pe data de 31 ianuarie anul 1982 în Borås, Västergötland, Suedia, părinții, Georgios și Elfrosini Paparizou, săi fiind emigranți greci. Elena a crescut în Örgryte, Göteborg. Tatăl ei este originar din Volos iar mama ei din Karditsa. Ea are un frate, pe nume Dinos, și o soră numită Rita. În 1985 familia s-a mutat în Grecia deoarece Paparizou suferea de astm bronșic, iar plămânii săi nu au mai putut face față climei scandinave reci. Doi ani mai târziu familia s-a mutat din nou în Suedia, în orașul Örgryte. Astfel, ea a vorbit greaca ca prima limbă. A urmat o școală unde se vorbea limba greacă. Pe parcursul copilăriei ea suferea de o problemă de respirație, problemă de care mai suferă și astăzi. Paparizou a spus revistei grecești NITRO că a fost dusă la spital și a simțit că „și-a părăsit trupul” de cel puțin două ori când era mai tânără. Ea a mai spus că și în zilele de astăzi se mai întâmplă să-și piardă respirația pe scenă, din acest motiv ea duce cu ea peste tot un inhalator.
Talentul și pasiunea Elenei pentru muzică au ieșit la iveală la o vârstă relativ mică. La vârsta de 7 ani, ea a început să ia lecții de pian, balet și dansuri tradiționale. La vârsta de 13 ani Paparizou s-a hotărât să devină cântăreață. Ea a cântat pentru prima oară în fața unei audiențe grecești la un centru al comunității, interpretând „Moro Mou”, a lui Christos Dantis. Primele ei experiențe au fost cu muzica greacă, la o școală greacă. La vârsta de 14 ani Paparizou a format primul său grup, intitulat „Soul Funkomatic”, împreună cu alți 3 copii, care erau latino-americani. Grupul a cântat doar hip-hop, adunând bani pentru înregistrarea unor cântece. Doi ani mai târziu, când Paparizou avea 16 ani, grupul s-a destrămat. Pe 29 octombrie 1998, 13 prieteni apropiați ai lui Paparizou au murit într-un incendiu la o discotecă din Göteborg, incendiu care a cauzat moartea a 63 de persoane, plus 200 de răniți. Paparizou și-a implorat anterior mama să o lase la petrecerea din club, dar i-a fost interzis acest lucru. După ce și-a pierdut prietenii, Paparizou a decis să abandoneze cântatul, ea începând să ia lecții la școala Art Performing School, studiind teatrul, actoria, televiziunea și regizoria. În 1999 niște DJ, prieteni de-ai fratelui ei, au întrebat-o dacă vrea să facă un demo la piesa Opa Opa. Paparizou le-a spus că versurile sunt pentru un bărbat, așadar ea a cerut să cânte cu un prieten din copilărie, Nikos Panagiotidids.

## Antique

### 1999-2003
Elena a hotărât să își îndeplinească visele și să devină cântăreață. Ea s-a alăturat prietenului său din copilărie Nikos Panagiotidis, la vârsta de șaptesprezece ani, pentru a forma trupa Antique. Grupul  a semnat curând primul său contract, cu casa de înregistrări suedeză Bonnier. Single-ul lor de debut, intitulat Opa Opa a devenit un mare hit, câștigâd  locul întâi în topurile din Grecia și a câștigat discul de aur, după lansarea sa, care a avut loc în luna August 1999. Succesul ulterior al trupei a fost puternic asociat cu promovarea culturii grecești. Grupul Antique a fost ales ca reprezentantul Greciei la concursul muzical Eurovision, ediția anului 2001, din Copenhaga. Ei au câștigat locul 3 cu piesa (I Would) Die for You. Acesta, alături de aceeași poziție câștigată și de către Sakis Rouvas din anul 2004, au fost cele mai bune clasări în cadrul Eurovisionului, până în anul 2005, când Elena a câștigat acest concurs, cu o melodie solo, intitulată My Number One.
Succesul trupei Antique, în cadrul Eurovision i-a condus la înregistrarea a câteva albune, care au primit discul de platină. Ei au lansat un turneu în Europa și au colaborat cu mulți alți artiști din Grecia. Paparizou a admis că stilul muzicii grecești a fost ceva dobândit în timp, spunând că numele Antique a fost probabil reflecția impresiilor din copilăria sa, aceasta fiind ceva, mai degrabă distant și demodat: ceva care ea l-a asociat cu vacanțele petrecute în Grecia.

## Cariera Solo

### 2003-2004:Protereotita
În ciuda succesului trupei, Antique s-a despărțit în termeni amiabili, iar grupul "și-a urmat drumul său firesc", iar Elena Paparizou și-a început o carieră solo. Ea a semnat un contract cu casa de înregistrări Somy BMG și, în luna decembrie a anului 2003 și-a lansat primul său single intitulat în limba greacă Anapantites Klisis(mai târziu a fost reînregistrat în limba engleză cu titlul: I Don't Want You Here Anymore), un cântec scris special pentru ea de către cântărețul/compozitorul Christos Dantis. Vânzările single-ului au fost mari și a câștigat două discuri de platină în Grecia.
De-a lungul iernii anului 2003-2004, Paparizou a cântat alături de unul dintre cei mai cunoscuți cântăreți din Grecia: Antonis Remos, în clubul de noapte Studio Pireos.
În primăvara anului 2004, ea a lansat primul său album solo, intitulat Protereotita, de pe care au fost extrase single-urile: Antithesis, Anamnisis, Katse Kala, și Stin Kardia Mou Mono Thlipsi, care au devenit hituri în Grecia. Albumul a primit două discuri de platină în Grecia.
Succesul său a adus-o pe Elena, alături de compatriotul său Sakis Rouvas, împreună cu care a cântat în clubul Fever de-a lungul iernii anului 2004-2005.

### 2005:Eurovision

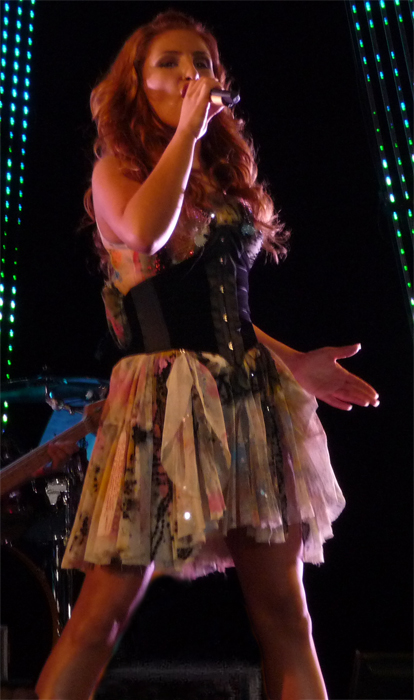
Elena Paparizou, în Kalamata, 2005.

Deoarece popularitatea sa a crescut uimitor în Grecia, în anul 2005 Elena a fost selectată pentru a reprezenta această țară, pentru a doua oară, în cadrul concursului Eurovision 2005. Ea a cântat trei piese la preselecția pentru concurs, iar piesa reprezentantă aleasă a fost My Number One. Pentru prima oară în istoria concursului, Grecia a câștigat Eurovisionul prin Elena Paparizou care a obținut 230 de puncte pe total.
Paparizou și-a relansat primul său album Protereotita în Grecia, cu un nou CD secund, conținând  intrările sale din cadrul Eurovisionului, și versiunile în limba engleză a melodiilor care au făcut-o celebră în Grecia. O compilație de 16 melodii, care conținea melodii de pe albumul său de debut și melodiile sale de la Eurovision a fost lansată în multe părți ale Europei ca și Scandinavia, Elveția, Olanda, Polonia, Rusia, Ungaria, Slovenia și în Turcia sub numele My Number One.
În vara și în toamna anului 2005, Paparizou a concertat în Australia și S.U.A., alături de artistul de origine greacă Nikos Kourkoulis. Ea, de asemenea a fost numită ambasadorul Ministerului Turismului din Grecia, iar single-ul My Number One a fost folosit ca melodie de fundal pentru reclama internațională televizată de-a lungul acestei campanii.
În toamna anului 2005, Elena a înregistrat un nou CD single, intitulat Mambo!. Single-ul includea versiunea Mambo în limba engleză și în greacă și alte 2 melodii. CD-ul a stat în topurile din Grecia pentru 10 săptămâni pe locul întai, incluzând săptămâna de Crăciun și a câștigat platină. Albumul de debut al Elenei a fost relansat pentru a treia oară, cu un al treilea bonus cd, care conținea versiunile în engleză și în greacă a hitului Mambo, alături de alte trei noi melodii.

### Yparhi LogosșiThe Game of Love

Coperta albumului în limba greacă a Elenei, intitulat Yparhi Logos

La finele anului 2005, Elena s-a reîntors în studio și a început munca la cel de-al doilea album în limba greacă și la primul album oficial în limba engleză. Albumul a fost lansat în Grecia, Cipru, Germania, Japonia, Taiwan și Turcia.
Cel de-al doilea album în limba greacă al Elenei, intitulat Yparhi Logos, a fost lansat pe data de 12 aprilie 2006. Albumul constă în două discuri, primul conținînd 14 noi piese și hitul Mambo!, iar ce-l de-al doilea conținând nouă melodii live din concertul său Mad Secret, cinci piese noi și un remix al single-ului principal Yparhi Logos.
Videoclipul pentru primul single a avut premiera în aceeași zi cu lansarea albumului.
Gigolo este cel de-al treilea single extras de pe album. Acesta a fost trimis la radiourile din Grecia, câștigând locul întâi. Datorită succesului pe care l-au avut piesele în Grecia albumul Yparhi Logos a câștigat locul întâi în topuri și a primit discul de platină.
Pe data de 20 mai 2006 Elena a mai onorat scena Eurovisionului încă o dată, cântând piesa My Number One în deschiderea concursului, iar mai târziu a cântat hitul Mambo, și le-a înmânat premiul câștigătorilor: Lordi. În timpul unui interviu, Elena a declarat că oamenii ar trebui să se aștepte să audă mai des piesele sale în limba engleză, de-a lungul verii, deoarece ea încearcă să își promoveze cariera internațională. Paparizou a lansat single-ul Mambo! în Suedia, unde a câștigat locul 5 în topuri. Aceeași piesă a fost lansată și în majoritatea țărilor din Europa.
Pe data de 28 iulie, Elena a susținut un concert în Helsinki, în timpul căruia a cântat melodia Hard Rock Hallelujah a trupei finlandeze Lordi. Aceștia i-au propus Elenei o serie de mari concerte , dar ea a părut terifiată de această idee.

Elena Paparizou's Greek album The Game of Love

Albumul internațional de debut al său, intitulat The Game of Love a fost lansat în unele părți ale Europei și în Africa de Sud la finele anului 2006. Albumul conține șase piese traduse în limba engleză, luate de pe albumul în limba greacă Iparhi Logos. Acesta conține încă șase melodii noi alături de Heroes. Aceasta din urmă a fost melodia oficială a Campionatului European de Atletism ediția anului 2006, ținută în Göteborg, Suedia. Un piesă bonus a fost inclusă pe album, intitulată O, Ti Axizi Ine i Stigmes (Le Bonheur), aceasta fiind un mare hit al lui Manou Hadjidaki în Franța în anul 1962.
Primul single extras de pe album, cel care îi poartă numele albumului: The Game of Love, a primit laude din partea criticilor, și a stârnit interesul criticului grec Benita Ong. Acesta a fost urmat de către Mambo!. Gigolo este cel de-al treilea single extras. Videoclipul acestuia a avut premiera în Grecia, conținând versuri în engleză și greacă, iar o versiune completă în limba engleză a fost lansată ulterior.
Paparizou a înregistrat o melodie intitulată Fos pentru coloana sonoră a filmului Barbie, versiunea grecească. Un videoclip a fost filmat pentru această piesă. Ea a câștigat locul întai în topul oficial al Greciei.
Single-ul Teadrops, extras de pe albumul The Game of Love' a fost lansat la începutul anului 2007. De asemenea, acesta a câștigat locul întâi în Grecia.

### Yparhi Logos:Ediția de platină și promovarea internațională

Elena Paparizou pe coperta albumului Protereotita: Euro Edition

La începutul anului 2007, Elena a semnat un contract cu Nokia, pentru a fi imaginea acestei corporații.
Pe data de 21 Ianuarie, Paparizou a fost nominalizată la premiile European Border Breaker Award, care au avut loc la Cannes, în Franța. Ea a fost unul dintre cei 10 noi artiști care a primit acest premiu, creat de către Uniunea Europeană, acum patru ani și este acordat în fiecare an celor 10 artiști, al căror album de debut are succes în comunitatea europenaă.
Elena a câștigat premul datorită succesului pe care l-a dobândit cu ajutorul albumului Protereotita: Euro Edition. Gala premiilor a avut loc pe data de 21 ianuarie 2007, de-a lungul Festivalului Midem și a fost transmis de către MTV.
Recent Paparizou a înregistrat trei piese pentru coloana sonoră a serialului grecesc Mazi sou, incluzând și melodia principală. Un videoclip a fost lansat pentru melodia Mazi Sou, care a fost bine primit în Grecia și a petrecut câteva săptămâni în topuri.
În luna mai, anul 2007, Elena și-a relansat albumul Yparhi Logos, sub numele:Yparhi Logos: Ediția de Platină. Acesta include un cd bonus, care conține șase noi melodii și hitul "Mazi Sou". Ce-l de-al doilea single extras de pe album (după Mazi Sou) este intitulat Min Fevgeis și a fost lansat pe data de 23 aprilie.

Albumul revizuit al Elenei : Yparhi Logos: Platinum Edition

Albumul său internațional The Game of Love va fi revizuit pentru piața din Franța în această iarnă, îndată ce va începe promovarea albumului în Europa. Versiunea revizuită va conține reeditarea melodiei Le Temps Des Fleurs, originală a cântăreței Dalida. Acesta va fi primul său album lansat în Franța. În discuție sunt și promovarea albumului în Belgia și Canada.
Albumul va fi promovat și în alte țări după lansarea din Franța.
Elena a fost nominalizată la 5 categorii la gala premiilor Mad Video Awards. Cele cinci categorii sunt:
- Cel Mai Bun Videoclip-pentru Gigolo.
- Cel Mai Bun Videoclip Al Unei Artiste-pentru Gigolo.
- Videoclipul Anului-pentru Gigolo.
- Artistul Anului.
- Cea Mai Bună Costumație într-un Videoclip-pentru An Eixes Erthi Pio Noris.

Elena a câștigat la două dintre secțiuni:Cel Mai Bun Videoclip Al Unei Artiste și Cea Mai Bună Costumație într-un Videoclip
Paparizou a fost nominalizată și la patru categorii la gala premiilor "Cyprus Music Awards". Acestea includeau: Cea Mai Bună Artistă, Albumul Anului, Cel Mai Vândut album grecesc, Cel Mai Vândut album Internațional.
În vara anului 2007, Elena a participat la câteva festivale din Suedia și din Grecia, unde și-a promovat noile single-uri.
Paparizou a lansat un nou cântec intitulat 3 is a magic number în Suedia. Această piesă a fost cântată de către Blind Melon și a fost un hit în anul 1996. Cântecul a intrat în topurile din această țară, unde a câștigat locul 18 în primele 5 săptămâni și a acumulat 180,000 de downloadări.

## Proiecte Actuale
- Elena va lansa o versiune revizuită a albumului său în limba Engleză The Game of Love. Acesta va fi lansat pe piața din Franța, conținând trei cântece în limba Franceză: un cover al melodiei Le Temps Des Fleurs și versiunile melodiilor The Game of Love și Teadrops, în aceeași limbă.
- De-a lungul promovării albumului "Game of Love" ea va cânta alături de câteva nume sonore ale muzicii internaționale ca: Mika și Kanye West, în cadrul unui festival ce va avea loc pe data de 26 Octombrie, în Dubai.

## Viața personală
Elena a fost implicată într-o relație de lungă durată cu Toni Mavridis, un compozitor de origine greacă. Acesta și-a lăsat amprenta pe toate albumele solo ale Elenei
Paparizou și Toni au cumpărat recent o casa în Glyfada, o suburbie a capitalei Atena. Presa din Grecia a sugerat că ea este gravidă și că cei doi se pregătesc pentru a se căsători, dar zvonurile s-au dovedit a fi false.
Zvonuri recente din presa grecească au sugerat că Elena va lua o pauză în cariera sa, pentru a se căsători și a-și forma o familie. Aceste presupuneri au fost dezmințite de către cântăreață, într-un interviu acordat revistei Celebrity'. Când ea a fost întrebată despre acest subiect, Paparizou a declarat:" Eu cred că familia este cel mai firesc lucru pe care îl vreau în viața mea. Și care este preferința mea? Să nu am copii, pentru a-mi putea continua cariera. într-o zi totul se va sfârși. Nu voi mai putea urca pe scenă în fiecare zi, ca și cum fac acum, la vârsta de 25 de ani".

## Lucruri minore despre Elena

### Limbi vorbite
Elena vorbește fluent Greaca, Suedeza și Engleza, dar a studiat și Franceza și Spaniola. Ea a menționat că unul dintre visele sale este să compună o melodie care să conțină cuvinte din toate limbile vorbite pe Pământ.

### "Elena" versus "Helena"
Pronunția corectă a prenumelui său este un subiect de confuzie. În limba greacă este folosit un accent numit spiritus asper care indica sunetul "h" (H de la Helena). Însă la acest lucru s-a renunțat acum 30 de ani, iar numele grecesc "Έλενα" era deja pronunțat "Elena" la data nașterii sale. Pronunția cu accentul spiritus asper a fost menținut într-un sistem numit ortografie politonică care, nu avea semnificație vocală. Acest sistem a încetat să fie folosit acum câteva decenii.
În contrast, Elena Paparizou s-a născut în Suedia, unde numele "Helena" există și se presupune că prenumele său este pronunțat în această țară cu "H", astfel devenind "Helena". Chiar dacă mulți suedezi pronunță acest nume, cântăreața a fost înregistrată de către autorități:"Elena", acesta fiind folosit de către presa suedeză.
Numele său a fost pronunțat întotdeauna "Elena" în Grecia, dar în Suedia și în celelelte țări exceptând Grecia , numele de "Helena" a devenit mult mai cunoscut după ce-a de-a doua apariție a sa în cadrul concursului Eurovision. Într-un interviu acordat unei reviste din Suedia, cântăreața a declarat că preferă numele de "Helena", pentru că acesta nu poate fi confundat cu altele cum ar fi Jelena sau Chelena. Site-ul său oficial este helenapaparizou.com, iar litera "H" apare la începutul tuturor melodiilor și albumelor lansate în afara Greciei. Cântăreața a mărturisit că numele său corect este "Elena"(nume cu care ea a fost botezată) și că acesta este numele cu care preferă să fie cunoscută, litera "H" fiind folosită doar în lansările internaționale.